# Giuseppe La Rosa (militare)
Giuseppe La Rosa (Barcellona Pozzo di Gotto, 16 gennaio 1982 – Farah, 8 giugno 2013) è stato un militare italiano, maggiore del 3º Reggimento bersaglieri, appartenente al 183º corso "LEALTA'"  dell'Accademia militare di Modena, insignito della medaglia d'oro al valor militare alla memoria.

## Biografia
Militare di carriera per 12 anni, La Rosa prese parte alla guerra in Afghanistan con il grado di maggiore, al quale venne promosso nel gennaio del 2013. L'8 giugno si trovava a Farah, nella parte occidentale del paese, quando il veicolo sul quale viaggiava fu colpito da un ordigno esplosivo, probabilmente lanciato da un ragazzino di 11 anni. Degli 8 soldati a bordo, La Rosa fu il solo a morire, in quanto fece da scudo con il corpo al fine di proteggere i commilitoni dalla deflagrazione dell'ordigno. Il 6 febbraio 2014, per le sue gesta gli venne conferita la medaglia d'oro al valor militare alla memoria. Nel 2021 è stato inaugurato un piccolo monumento in sua memoria nella caserma della Brigata Sassari a Teulada.